# Broadway (Tampa)
Broadway o la Avenida Broadway es una importante avenida de East Tampa, al este de Ybor City. Inicia desde la 50.ª Calle en el distrito Uceta Yard dirigiéndose al noroeste, cruzando bajo la Interestatal 75, hasta su extremo oriente en la Martin Luther King Jr. Blvd., cerca de Mango, Florida. EstA designada como la Ruta de Condado 574.

## Transporte
La línea 15 del Hillsborough Area Regional Transit opera en Broadway desde la 50.ª a Orient Road.

## Hitos a lo largo de Broadway
- Tampa Bypass Canal